# Aleksandr Muzytjenko
Aleksandr Muzytjenko, född den 7 maj 1955 i Omsk, är en sovjetisk seglare.
Han tog OS-guld i starbåt i samband med de olympiska seglingstävlingarna 1980 i Moskva.